# Nancy Schreiber
Nancy Schreiber (ur. 27 czerwca 1949 w Detroit w stanie Michigan, USA) – amerykańska operatorka filmowa. Za swoją pracę przy filmie The Celluloid Closet (1995) była nominowana do nagrody Emmy; jest też laureatką nagród Cinematography Award (thriller Listopad, 2004) oraz Vision Award. Schreiber pracowała m.in. przy projektach: Zaklinacz dusz (2007), Księga cieni: Blair Witch 2 (2000) czy Ghost World (2001).